# سعد بن الحرث الأنصاري
سعد بن الحارث الأنصاري (وقيل: سعد بن الحارث الأنصاري) استُشهد في معركة كربلاء يوم عاشوراء 61 هـ (الموافق 680 م).

## في معركة كربلاء
وكان سعد من قبيلة الخزرج. وكان سعد وأخوه أبو الهتوف بن الحارث الأنصاري من الخوارج في معركة النهروان، وقد قدما من الكوفة مع جيش عمر بن سعد لقتال الحسين.
بعد استشهاد جميع أصحاب الحسين بن علي عصر يوم عاشوراء، نادى الحسين: "يا نصرنا، ألا من ناصرٍ لنا؟ ألا من ناصرٍ لأهل بيت النبي ؟" فسمعت النساء والأطفال في خيام الحسين النداء، فانطلقوا بالبكاء. عندما سمع سعد وأخوه أبو الهتوف صراخ المرأة والأطفال، هتفوا بشعار الخوارج "لا حكم إلا لله ولا طاعة لمن عصاه" ، ثم أعلنوا أن "الحسين ابن بنت النبي، الذي نطلب شفاعته لأنفسنا يوم القيامة، فكيف نقاتله وهو في هذه الحالة، لا ناصر له، ويقف وحيدًا في بادية كربلاء، يطلب المساعدة؟"
فانقلبوا على جيش عمر بن سعد وسحبوا سيوفهم. فقتل سعد وأخوه جنودًا كثيرين حتى استُشهدا.
ومع ذلك، هناك مصدر آخر يروي القصة بطريقة مختلفة قليلًا. ويقال أنه بعد استشهاد الحسين ولما سمعوا صراخ النساء هجموا على جيش عمر بن سعد فاستُشهدوا.